# Flintbek
Flintbek – miejscowość i gmina w Niemczech, w kraju związkowym Szlezwik-Holsztyn, w powiecie Rendsburg-Eckernförde, siedziba administracyjna urzędu Eidertal. Do 31 maja 2023 siedziba administracyjna urzędu Flintbek.